# Салем (Индия)
Салем (англ. Salem) — город в индийском штате Тамилнад, в регионе Конгунад. Административный центр округа Салем. 

## География
Средняя высота над уровнем моря — 278 метров. 

## Население
По данным всеиндийской переписи 2001 года, в городе проживало 693 236 человек, из которых мужчины составляли 51 %, женщины — соответственно 49 %. Уровень грамотности взрослого населения составлял 77 % (при общеиндийском показателе 59,5 %). Уровень грамотности среди мужчин составлял 82 %, среди женщин — 72 %. 10 % населения было моложе 6 лет.

## Промышленность
Близ Салема — крупная добыча магнезита. ГЭС. Алюминиевый завод.